# Жехта (Лодзинське воєводство)
Жехта (пол. Rzechta) — село в Польщі, у гміні Серадз Серадзького повіту Лодзинського воєводства.
Населення — 367 осіб (2011).
У 1975-1998 роках село належало до Серадзького воєводства.

## Демографія
Демографічна структура станом на 31 березня 2011 року:
|          | Загалом | Допрацездатний вік | Працездатний вік | Постпрацездатний вік |
| -------- | ------- | ------------------ | ---------------- | -------------------- |
| Чоловіки | 182     | 41                 | 124              | 17                   |
| Жінки    | 185     | 41                 | 93               | 51                   |
| Разом    | 367     | 82                 | 217              | 68                   |